# Iōannīs Gkelios
Iōannīs Gkelios (in greco: Ιωάννης Γκέλιος; Augusta, 24 aprile 1992) è un calciatore greco con cittadinanza tedesca, portiere del Kalamata.

## Carriera

### Club
Ha giocato 63 partite nella seconda divisione tedesca.

### Nazionale
Nel 2012 ha disputato 2 partite di qualificazione agli Europei Under-21 con la nazionale Under-21 greca.